# Rana italica
Rana italica – gatunek płaza bezogonowego z rodziny żabowatych występujący przede wszystkim we włoskim łańcuchu górskim Apeninach. Dorasta do 6 cm długości i zasiedla głównie górskie potoki. Gatunek najmniejszej troski (LC) w związku z szerokim zasięgiem występowania oraz dużymi rozmiarami populacji.

## Pozycjataksonomiczna
Do 1990 roku Rana italica uznawana była za podgatunek żaby strumieniowej (Rana graeca).

## Wygląd
Dorasta do 4–6 cm. Ciało jest krępe, a kończyny tylne długie. Pysk krótki i zaokrąglony. Widoczna wyraźnie zaznaczona błona bębenkowa, gardło czarne, na środku występuje biały pasek.

## Zasięg i siedlisko
Występuje głównie w Apeninach (oraz innych pagórkowatych regionach Włoch i San Marino) na wysokościach bezwzględnych 100–1000 m n.p.m. Zasiedla głównie wartkie górskie potoki, ale także małe stawy i bagna. Do rozrodu przystępuje na obszarach podmokłych.

## Status i ochrona
IUCN klasyfikuje Rana italica jako gatunek najmniejszej troski (LC) w związku z szerokim zasięgiem występowania oraz dużymi rozmiarami populacji. Zagrażać mu może utrata siedlisk oraz zanieczyszczenia wody spowodowane rolnictwem i urbanizacją. Gatunek ten występuje na kilku obszarach chronionych, wymieniony jest również w załączniku II konwencji berneńskiej oraz załączniku IV dyrektywy siedliskowej Unii Europejskiej. Chroniony jest także przez ustawodawstwo krajowe.